# Teddington (Gloucestershire)
Teddington est village du Gloucestershire, en Angleterre.